# Crepis nana
Crepis nana là một loài thực vật có hoa trong họ Cúc. Loài này được Richardson mô tả khoa học đầu tiên năm 1823.